# Pomnik Adama Stefana Sapiehy w Krakowie
Pomnik Adama Stefana Sapiehy – pomnik znajdujący się w Krakowie, w południowo-zachodniej części Plant, przed Bazyliką św. Franciszka z Asyżu, przy ulicy Franciszkańskiej, na Starym Mieście.
Pomnik przedstawiający postać Adama Stefana Sapiehy znajdujący się na niewielkim obelisku jest dziełem Augusta Zamoyskiego, wykonanym jako odlew z brązu w 1976 roku.

Na obelisku, pod popiersiem Adama Stefana Sapiehy został wygrawerowany napis:
MODLITWA

W CIEMNĄ NOC

OKUPACJI

KARDYNAŁ

ADAM STEFAN SPAPIEHA

1867–1951